# François Picavet
François Joseph Picavet, född den 17 maj 1851 i Petit-Fayt, död den 23 maj 1921 i Paris, var en fransk lärd.
Picavet beklädde åtskilliga lärarplatser vid olika undervisningsanstalter, senast vid École pratique des hautes études, Collège Rollin och Sorbonne. Han var bibliotekarie och sekreterare vid Collège de France. Utom en mängd uppsatser och artiklar i tidskrifter författade Picavet flera arbeten i filosofins historia (De l'origine de la scolastique en France et en Allemagne 1889, Esquisse d'une histoire générale et comparée des philosophies médiévales 1905, med flera), Éducation (1895) med mera. Picavet grundlade "Bibliothèque de scolastique médiévale" (1897 ff.) och "Bibliothèque Internationale de l'enseignement supérieur" (1898 ff.) och redigerar "Revue internationale de l'enseignement" (sedan 1897).